# Paradelphomyia (Oxyrhiza) platymera
Paradelphomyia (Oxyrhiza) platymera is een tweevleugelige uit de familie steltmuggen (Limoniidae). De soort komt voor in het Afrotropisch gebied.